# You Can Cry on My Shoulder
«You Can Cry on My Shoulder» es una canción del cantante estadounidense Michael Jackson, lanzada el 4 de agosto de 1972 como parte de su segundo álbum de estudio en solitario, Ben. La canción fue escrita y producida por Gerry Goffin y Carole King. Es una balada que explora temas de consuelo y apoyo emocional.

## Grabación y producción
La grabación de «You Can Cry on My Shoulder» se realizó en 1972 en los estudios de Motown en Los Ángeles. Michael Jackson, con 14 años en ese momento, estaba en un período crucial de su carrera en solitario. La canción fue producida por Gerry Goffin y Carole King, quienes aportaron su experiencia en la creación de baladas emotivas.
Goffin y King utilizaron arreglos orquestales que complementaron la interpretación vocal de Jackson, creando una atmósfera de calidez y empatía.

## Composición
You Can Cry on My Shoulder es una balada en Mi mayor que combina elementos de soul y pop. La canción aborda el tema de ofrecer consuelo y apoyo emocional a alguien en necesidad, destacando la capacidad de Jackson para transmitir ternura y comprensión a través de su interpretación.
El acompañamiento orquestal y la melodía suave de la canción realzan el mensaje lírico y la emotividad de la interpretación de Jackson.

## Publicación y recepción
La canción fue incluida en el álbum Ben, lanzado el 4 de agosto de 1972. Aunque no fue lanzada como sencillo, Ben recibió elogios por su producción y la calidad vocal de Jackson. El álbum alcanzó el número 5 en la lista de álbumes Billboard 200, destacando el éxito de Jackson como solista.
La canción ha sido elogiada por su capacidad para transmitir una sensación de confort y apoyo, mostrando la habilidad de Jackson para conectar emocionalmente con su audiencia.

## Interpretaciones en vivo
No se conocen interpretaciones en vivo de You Can Cry on My Shoulder durante la carrera de Michael Jackson. La canción refleja el estilo de baladas emotivas que Jackson interpretaba en sus presentaciones en vivo, demostrando su habilidad para transmitir consuelo y empatía.

## Legado
You Can Cry on My Shoulder es considerada una balada destacada del álbum Ben. La canción es valorada por su capacidad para mostrar la habilidad vocal y emocional de Jackson en sus primeros años como solista.

## Personal
- Michael Jackson – voz principal
- Gerry Goffin – productor, compositor
- Carole King – productora, compositora
- The Funk Brothers – instrumentación
- Motown – sello discográfico

## Categorías
- Datos: Q129533517